# Stradivarius

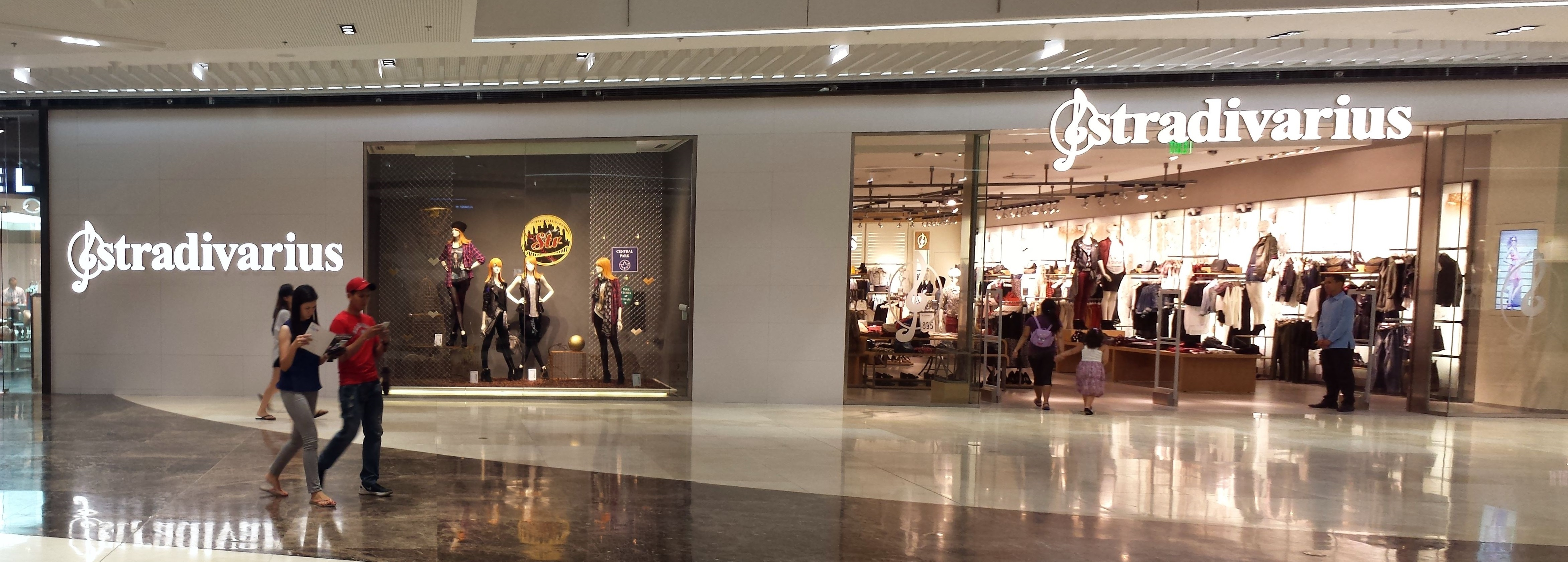
Магазин Stradivarius у торговому центрі SM Aura Premier, Філіппіни

Stradivarius (ісп. estɾaðiˈβaɾjus, українська вимова страдіваріус) — іспанська мережа магазинів жіночого та чоловічого одягу, власником якої є Inditex group.

## Історія
Stradivarius було створено у 1994 році як сімейний бізнес з інноваційною концепцією в моді в Барселоні, Іспанія. Проте, Stradivarius приєднався до групи Inditex в 1999 році, і в даний час бренд присутній в 62 країнах з 925 магазинами по всьому світі. 1 лютого 2017 року Stradivarius запустила свою колекцію чоловічого одягу під назвою "Stradivarius Man".

## Stradivarius в світі
Кількість магазинів Stradivarius у кожній країні:
| Африка - Марокко: 7 - Єгипет: 5 - Туніс: 3 - Алжир: 2 | Америка - Мексика: 44 - Колумбія: 12 - Гватемала: 3 - Коста-Рика: 2 - Домініканська Республіка: 2 - Еквадор: 2 - Гондурас: 2 - Панама: 2 - Сальвадор: 1 - Нікарагуа: 1 | Азія - КНР: 55 - Саудівська Аравія: 47 - Індонезія: 15 - Японія: 9 - Ізраїль: 8 - Ліван: 7 - Йорданія: 6 - Казахстан: 6 - ОАЕ: 6 - Філіппіни: 4 - Гонконг: 3 - Катар: 3 - Кувейт: 2 - Бахрейн: 1 - Макао: 1 - Оман: 1 - Сінгапур: 1 - Південна Корея: 1 - Таїланд: 1 - В'єтнам: 1 | Європа - Іспанія: 281 - Росія: 83 - Італія: 82 - Польща: 59 - Португалія: 44 - Туреччина: 35 - Франція: 24 - Румунія: 24 - Греція: 20 - Україна: 12 - Угорщина: 7 - Хорватія: 6 - Кіпр: 6 - Нідерланди: 6 - Велика Британія: 6 - Болгарія: 5 - Чехія: 5 - Ірландія: 4 - Литва: 4 - Сербія: 4 - Словенія: 4 - Словаччина: 4 - Боснія і Герцеговина: 3 - Вірменія: 2 - Азербайджан: 2 - Грузія: 2 - Албанія: 1 - Андорра: 1 - Білорусь: 1 - Естонія: 1 - Латвія: 1 - Мальта: 1 - Північна Македонія: 1 - Чорногорія: 1 |